# 埃爾皮尼翁
埃爾皮尼翁是哥倫比亞的城鎮，位於該國北部，由馬格達萊納省負責管轄，距離首府聖瑪爾塔183公里，始建於1770年8月3日，面積547平方公里，海拔高度9米，2005年人口16,684。

## 外部連結
- （西班牙文）El Piñón official website
- （西班牙文）Gobernacion del Magdalena - El Piñón

10°20′N 74°40′W / 10.333°N 74.667°W